# ديف هاريس (موسيقي)
ديف هاريس (بالإنجليزية: Dave Harris)‏ هو موسيقي ودي جيه وكاتب أغاني أمريكي، ولد في 25 فبراير 1971 في غلاسكو في الولايات المتحدة.

## وصلات خارجية
- الموقع الرسمي